# Acacia fecunda
Acacia fecunda är en ärtväxtart som beskrevs av Bruce R. Maslin. Acacia fecunda ingår i släktet akacior, och familjen ärtväxter. Inga underarter finns listade i Catalogue of Life.